# コリー・プダーボー
コリー・プダーボー（Kory Puderbaugh、1996年4月2日 - ）は、アメリカ合衆国の車いすラグビー選手。ポーランドヴロツワフ出身。

## 略歴
アメリカ合衆国に移って車いすラグビーを始めた。なおパラリンピックではリオデジャネイロ大会・東京大会にアメリカ代表に選ばれてリオデジャネイロ大会・東京大会で銀メダル獲得。